# Sorry!
Sorry! è una serie televisiva britannica in 42 episodi trasmessi per la prima volta nel corso di 7 stagioni dal 1981 al 1988.

## Trama
Timothy Lumsden è un quarantunenne bibliotecario che vive ancora a casa con l'autoritaria madre Phyllis e il padre succube Sydney. Anche se molto timido con le donne, Timothy anela a trovare l'amore e a lasciare a casa, ma Phyllis è sempre inorridita all'idea e manipola costantemente le situazioni potenzialmente amorose del figlio per farlo rimanere a casa. Al contrario, l'amico di Timothy, Frank, e la sorella Muriel, cercano di farlo diventare indipendente una volta per tutte. Muriel è riuscita a lasciare a casa sposando Kevin e di conseguenza è vista con diffidenza da sua madre.

## Personaggi e interpreti
- Timothy Lumsden (42 episodi, 1981-1988), interpretato da Ronnie Corbett.
- Mrs. Lumsden (42 episodi, 1981-1988), interpretata da Barbara Lott.
- Mr. Lumsden (42 episodi, 1981-1988), interpretato da William Moore.
- Muriel (26 episodi, 1981-1988), interpretata da Marguerite Hardiman.
- Frank (20 episodi, 1981-1988), interpretato da Roy Holder.
- Kevin (18 episodi, 1982-1988), interpretato da Derek Fuke.
- Jennifer (6 episodi, 1981-1987), interpretata da Wendy Allnutt.
- Pippa (5 episodi, 1986-1988), interpretata da Bridget Brice.
- Jean (5 episodi, 1982-1986), interpretata da Jennifer Franks.
- Mrs. Barrable (4 episodi, 1987-1988), interpretata da Mavis Pugh.
- Freddie (3 episodi, 1982), interpretato da Sheila Fearn.
- Victor (3 episodi, 1981), interpretato da John Leeson.
- Denny (3 episodi, 1982-1986), interpretato da Michael Redfern.
- Denzil (3 episodi, 1986-1987), interpretato da Teddy Green.

## Produzione
La serie, ideata da Ian Davidson e Peter Vincent, fu prodotta da British Broadcasting Corporation Le musiche furono composte da Gaynor Colbourn e Hugh Wisdom.

### Registi
Tra i registi sono accreditati:
- David Askey in 16 episodi (1981-1982)

### Sceneggiatori
Tra gli sceneggiatori sono accreditati:
- Ian Davidson in 42 episodi (1981-1988)
- Peter Vincent in 42 episodi (1981-1988)

## Distribuzione
La serie fu trasmessa nel Regno Unito dal 12 marzo 1981 al 10 ottobre 1988 sulla rete televisiva BBC One.

## Episodi
| Stagione         | Episodi | Prima TV Regno Unito |
| ---------------- | ------- | -------------------- |
| Prima stagione   | 6       | 1981                 |
| Seconda stagione | 6       | 1982                 |
| Terza stagione   | 6       | 1982                 |
| Quarta stagione  | 6       | 1985                 |
| Quinta stagione  | 6       | 1986                 |
| Sesta stagione   | 6       | 1987                 |
| Settima stagione | 6       | 1988                 |